# Emile Rey
Emile Rey (La Saxe, 1846 – Courmayeur, al descender el Dent du Géant, 24 de agosto de 1895) fue un guía de montaña valdostano. El Valle de Aosta pasó a manos italianas en el año 1860. Apodado «el príncipe de los guías», fue el más célebre de los guías de Courmayeur a finales del siglo XIX.

## Biografía
Emile Rey nació en La Saxe, fracción de Courmayeur, en el año 1846. En 1868 comenzó su formación de aspirante a guía y con 22 años fue inscrito en la primera lista oficial de los "guías a pie" de Courmayeur. 
Emile Rey destacó por su participación en las primeras ascensiones de la aiguille Noire de Peuterey el 5 de agosto de 1877 con Lord Wentworth y el guía Jean-Baptiste Bich, por la vertiente sudeste, y de la aiguille Blanche de Peuterey el 31 de julio de 1885, con Henry Seymour King y los guías Ambros Supersaxo y Alois Andenmatten. Se trataba de dos de las últimas grandes cimas aún invictas del macizo del Mont Blanc y de los Alpes. También intervino en la primera ascensión del Mont Blanc por la Aiguille Blanche y la arista de Peuterey del 14 al 17 de agosto de 1893 con Christian Klucker y César Ollier.
Se mató en 1895, por una caída en el descenso del Dent du Géant, probablemente víctima de una enfermedad.
El collado Emile Rey (Col Emile Rey), a 4.027 m s. n. m., en la vertiente italiana del Mont Blanc, entre el mont Brouillard y el Picco Luigi Amedeo, ha sido nombrado así en su honor. En Courmayeur existe un hotel, realizado en la casa que perteneció a Emile Rey, que lleva su nombre.

## Logros alpinísticos
- Monte Cervino.
- Primer ascenso invernal al Mont Blanc.
- 5 de agosto de 1877: primera ascensión de la Aiguille Noire de Peuterey, por la vertiente sudeste.
- 31 de julio de 1885: primera ascensión de la Aiguille Blanche de Peuterey, con Henry Seymour King y los guías Ambros Supersaxo y Alois Andenmatten, a través del collado Eccles y el collado de Peuterey.
- El Gran Paradiso desde el glaciar de la Tribolazione.
- Dent d'Hérens por la arista de Tiefenmatten.
- Primer ascenso a la Aiguille de Talèfre.
- Segundo ascenso del Grand Dru.
- 1892: Fracaso en la arista Hirondelles de las Grandes Jorasses con Mummery.
- 1893: primera travesía de la arista de Peuterey, con Christian Klucker y César Ollier, y el alemán Paul Gussfeldt.
- Travesía de los Grands Charmoz.
- 1899: Travesía del Petit al Grand Dru, con la señorita Katherine Richardson y el guía Jean-Baptiste Bich.